# Hôtel El Prado
L'hôtel El Prado est un hôtel colombien situé à Barranquilla.
Sous la direction de Karl Calvin Parrish et d'un autre entrepreneur, Gregorio Obregón Arjona, l'hôtel El Prado commence à être construit le 15 novembre 1927 et est inauguré le 15 février 1930. Situé au cœur du quartier El Prado, il est considéré comme le premier hôtel touristique de Colombie et comme l'un des premiers d'Amérique Latine.
Il acquiert le statut de monument national via la résolution no 1640 du 24 novembre 2004.